# Myzus asteriae
Myzus asteriae är en insektsart. Myzus asteriae ingår i släktet Myzus och familjen långrörsbladlöss. Inga underarter finns listade i Catalogue of Life.